# Saga des Sturlungar

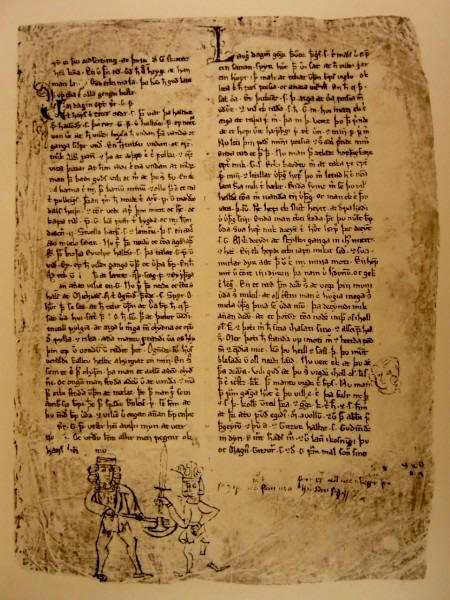
Une page de la saga des Sturlungar dans la Kroksfjarðarbók, manuscrit du XIVe siècle (AM 122 a fol, université d'Islande).

La saga des Sturlungar (souvent nommée simplement Sturlunga) est une collection de  sagas composées par divers auteurs du XIIe et du XIIIe siècle qui ont été assemblées vers 1300. Elle traite principalement de l'histoire des Sturlungs, un puissant clan familial dirigeant pendant l'âge des Sturlungar à l'époque de la première période d'indépendance de l'Islande.

## L'œuvre
La Saga des Sturlungar couvre l'histoire de l'Islande entre 1117 et 1264. Elle commence avec le Geirmundar þáttr heljarskinns, la légende de Geirmundr heljarskinn, un magnat régional de la fin du IXe siècle de Norvège qui émigre en Islande afin d'échapper à la puissance ascendante du roi Harald Hårfagre. La saga la plus historique commence en 1117 avec la Þorgils saga ok Hafliða. Les autres sagas comprises dans la collection sont : Sturlu saga, Prestssaga Guðmundar Arasonar, Guðmundar saga biskups, Hrafns saga Sveinbjarnarsonar, Þórðar saga kakala, Svínfellinga saga et l'Íslendinga saga, composée par Sturla Thórðarson, qui représente près de la moitié de la compilation et couvre la période 1183–1264. 
Le compilateur a assemblé les composants dans l'ordre chronologique, a ajouté þættir, y compris Geirmundar þáttr et Haukdæla þáttr et les généalogies, et s'est efforcé de les combiner en un seul ouvrage, remplaçant généralement le début et la fin par un passage de liaison. Dans certains cas, il a rompu les sagas pour atteindre l'ordre chronologique,  La compilation est souvent considérée comme constituant un genre de sagas, les samtíðarsögur ou les sagas contemporaines.
La Saga des Sturlungar est la source principale de l’histoire de l'Islande au cours des XIIe et XIIIe siècles, de plus écrite par des personnages ayant été des acteurs des luttes de pouvoirs internes  qui s'achèvent par la perte de la souveraineté islandaise et à sa soumission au royaume de Norvège en 1262/1264; les descriptions des blessures physiques dans la saga Íslendinga sont si détaillées qu'elles peuvent être basées sur des témoignages oculaires utilisés lors des demandes d'indemnisation. Elle est également indispensable pour les détails de l'histoire sociale qu'elle contient.. Des preuves indirectes suggèrent qu'elle a été compilée par Þórðr Narfason (mort en 1308), qui peut également avoir écrit les  Geirmundar þáttr  et  Haukdæla þáttr  et éventuellement aussi  Sturlu þáttr .
L'œuvre est conservée dans des versions quelque peu différentes dans deux parchemins défectueux, de l'ouest de l'Islande, datant de la seconde moitié du XIVe siècle, le Króksfjarðarbók et le Reykjafjarðarbók (AM 122 a fol. Et AM 122 b fol.), et dans les manuscrits en papier du XVIIe siècle dérivés de ceux-ci. Le premier contient également des éléments de l'Hákonar saga Hákonarsonar ; cette dernière contient des interpolations de  Þorgils saga Skarða  et contient également  Sturlu þáttr  et deux sagas qui ne sont généralement pas considérées comme faisant partie de la  Sturlunga saga ,  Jartegna saga Guðmundar biskups  et  Arna saga biskups ,.

## Traduction française
- Régis Boyer, La Saga des Sturlungar, Paris, Belles Lettres, coll. « Les classiques du Nord », 2005, 771 p. (ISBN 2-251-07106-7)